# Estudio estadio
Estudio estadio es un programa de resumen polideportivo, emitido en Televisión Española desde 1972. Tras dejar la programación en 2005, volvió a la parrilla y comenzó su actual etapa bajo el título original el 15 de febrero de 2009.

## Formato
Desde el fútbol al atletismo, todo el deporte tiene cabida en el programa deportivo televisivo más longevo. El nutrido equipo de colaboradores del programa, realiza un análisis pormenorizado de la jornada deportiva.

## Historia
Comenzó a emitirse por La 1 de TVE el 15 de septiembre de 1972, con presentación de Pedro Ruiz, dirección de Miguel Ors y la colaboración del árbitro José María Ortiz. A diferencia de su inmediato predecesor, el programa Ayer domingo, Estudio estadio podía gracias a los avances tecnológicos emitirse el mismo día en que se jugaban los partidos e incorporó la conocida moviola, es decir una repetición a cámara lenta de las jugadas polémicas para poder comentarlas.
En la temporada 1979-1980 el programa cambió su título por el de Gran estadio, pero conservando básicamente el mismo formato de siempre y entre 1980 y 1982 se denominó Deportivo. 
Entre 1984 y 1987 contó con una edición matinal. Posteriormente, desde 1988, el programa se emitió en La 2 de TVE. En la temporada 1989-1990 se incorporaron concursos (La Liga del millón) y el tratamiento de otros deportes, contando para ello con la colaboración de Jordi Hurtado y Loreto Valverde.
En la temporada 94-95, el programa pasaría a emitirse los lunes por la noche, ya que en ese mismo tiempo, comenzó a emitirse los domingos el programa Solo goles en las dos cadenas, manteniendo a Matías Prats como presentador principal en Sólo goles y Josetxo Lizarza en Estudio estadio.
El programa tuvo un periodo más latente entre 1995 y 1998, ya que se dio preferencia al espacio resumen Solo goles (presentado por Matías Prats o Paco Grande, entre otros), que presentaron también protagonistas del anterior espacio junto con Grada cero, presentado entre otros, por Iñaki Cano. En la temporada 98-99, el programa volvería a su formato original del domingo por la noche emitido en La 2 durante varios años más, con la dupla principal de Iñaki Cano y Juan Carlos Rivero y colaboradores como Quique Guasch. Aun así, en la temporada 97/98 también se emitió el programa durante las noches del domingo en La 1 con Juan Carlos Rivero.
Característico del programa, también es la sintonía del mismo, creada a principios de los años 80 por Rafael Beltrán Moner y que se mantuvo con variaciones durante más de 25 años.
En 2005, tras más de 30 años en emisión, el programa fue cancelado para ser sustituido por otro programa de análogas características titulado El rondo. Éste a su vez fue sustituido por Club de fútbol con Josep Pedrerol en 2007.
El programa finalmente regresaría a la pequeña pantalla con su título original, concretamente a La 2 de TVE, el 15 de febrero de 2009 con Marcos López y Juan Carlos Rivero en la presentación. Desde septiembre del 2010 comienza a emitirse por Teledeporte. 
El 12 de enero de 2013, RTVE reinventó el programa para competir con Futboleros y Punto pelota y empezó a emitirse todos los días de la semana a partir de las 22h30 en Teledeporte. De sábado a miércoles el presentador es Juan Carlos Rivero desde Madrid y los jueves y viernes lo presenta Xavi Díaz desde Barcelona. Desde 2015 se mantiene Rivero alternando con David Figueira. Aun manteniendo su emisión en Teledeporte, desde agosto de 2015, TVE emite Estadio 1 en La 1 de TVE la noche de los domingos, un programa análogo a lo que fue originalmente el concepto de Estudio estadio.
En el nuevo canal, sin embargo las audiencias no han acompañado al programa, que al inicio de la temporada 2016-2017 tenía entre el 0,6% y el 1,1% de cuota de pantalla.
Coincidiendo con su 50 aniversario, Teledeporte emitió un especial el domingo 24 de marzo de 2023, conducido por Paco Caro. De sus 22 presentadores reunió a Pedro Ruiz, Matías Prats, Jesús Álvarez,  Josep Pedrerol, Marcos López, Lourdes García Campos y Juan Carlos Rivero.  Rescató entrevistas e imágenes míticas, y  homenajeó a su primera conductora Mari Carmen Izquierdo.

## Equipo

### Dirección
- Arturo Ortega.
- Roberto García.
- Rubén Briones (2022-presente).
- Juan Carlos Rivero (2016-2022).
- Lalo Alzueta (2011-2016).
- Paco Grande (1995-2005; 2009-2011).[20]
- José Ángel de la Casa (1988-1995).
- Julio César Fernández.
- Pablo González Tocino.
- José María Quesada (1983-1984).
- Miguel Ors (1972-1983).

### Presentación
- Rubén Briones (2022-presente).
- Paco Caro (2022-presente).
- David Figueira (¿¿??-¿¿??).
- Julián Reyes (2012-2015).
- Marta Solano (2011-2012).
- Marcos López (2009-2010).
- Sustituido por El rondo y Club de fútbol (2005-2009).
- Josep Pedrerol.
- Quique Guasch.
- Alejandra Alloza.
- Desirée Ndjambo.
- Lourdes García Campos (2004-2005).
- Iñaki Cano (2000-2004).
- Josetxo Lizarza (1994-1995).
- Juan Carlos Rivero (1994-2004; 2009-2022).
- Paco Grande (¿¿??-¿¿??).
- José Ángel de la Casa (1988-1990).
- Olga Viza (¿¿??-¿¿??).
- Matías Prats (1981-1994).
- Jesús Álvarez (1981-1986).
- José María Casanovas (1981-1982).
- Juan Manuel Gozalo (1977-1982).
- Miguel Ors (1978-1983).
- Mari Carmen Izquierdo (1977-1983).
- Juan Antonio Fernández Abajo (1976-1977).
- Miguel Vila (1974-1978).
- Julio César Fernández (1973-1974).
- Pedro Ruiz (1972-1973).

## Premios
- Premio Teleaudiencias 2018 al Mejor programa deportivo.